# Heliconius dignus
Heliconius dignus is een vlinder uit de familie Nymphalidae. De wetenschappelijke naam van de soort is voor het eerst geldig gepubliceerd in 1923 door Hans Ferdinand Emil Julius Stichel.